# Tarucas
Los Tarucas son una franquicia argentina de rugby con sede en San Miguel de Tucumán. Fundada en 2024, compiten en el Super Rugby Américas.

## Historia
La creación del equipo fue anunciada oficialmente en 2024. El equipo toma su nombre de la taruca, un ciervo emblemático del noroeste argentino y de los Andes. La franquicia es copropiedad de la Unión Argentina de Rugby y la empresa Catalinas Fintech Hotel. Su entrenador es Álvaro Galindo, exjugador de Los Pumas y ex entrenador de la selección sub-20 de Argentina.

## Plantel actual
Plantel para el Super Rugby Américas 2025
En negrita los jugadores con experiencia profesional
| Nac.                 | Jugador                 | Edad | Posición      | Ult. Equipo              |
| -------------------- | ----------------------- | ---- | ------------- | ------------------------ |
| Primera Línea        |                         |      |               |                          |
| Bandera de Argentina | Benjamín Garrido        |      | Pilar         | Huirapuca                |
| Bandera de Argentina | Agustín Iglesias        |      | Pilar         | Lawn Tennis              |
| Bandera de Argentina | Francisco Moreno        |      | Pilar         | Cobras Brasil XV         |
| Bandera de Argentina | Rodrigo Navarro         |      | Pilar         | Lawn Tennis              |
| Bandera de Argentina | Lautaro Fanlo           |      | Pilar         | Lince Rugby club         |
| Bandera de Argentina | Tomás Bartolini         |      | Hooker        | Dogos XV                 |
| Bandera de Argentina | Diego Fortuny           |      | Hooker        | American Raptors         |
| Bandera de Argentina | Julián Martin           |      | Hooker        | Teqüe Rugby Club         |
| Bandera de Argentina | Juan Manuel Vivas       |      | Hooker        | Los Tordos Rugby Club    |
| Segunda Línea        |                         |      |               |                          |
| Bandera de Argentina | Luciano Asevedo         |      | Segunda línea | Liceo Rugby Club         |
| Bandera de Argentina | Genaro Laborde          |      | Segunda línea | Los Tarcos               |
| Bandera de Argentina | Mariano Perondi         |      | Segunda línea | Club Natación y Gimnasia |
| Tercera Línea        |                         |      |               |                          |
| Bandera de Argentina | Santiago Aguilar        |      | Ala           | Tucumán Rugby Club       |
| Bandera de Argentina | Facundo Cardozo         |      | Ala           | Dogos XV                 |
| Bandera de Argentina | Facundo García Hamilton |      | Ala           | Dogos XV                 |
| Bandera de Argentina | Santiago Romano         |      | Ala           | Club Natación y Gimnasia |
| Bandera de Argentina | Thiago Sbrocco          |      | Ala           | Universitario            |
| Bandera de Argentina | Agustín Sarelli         |      | Ala           | Marista Rugby Club       |
| Bandera de Argentina | Joaquín Aguilar         |      | Octavo        | Tucumán Rugby Club       |
| Bandera de Argentina | Bruno Gómez             |      | Octavo        | Los Tarcos Rugby Club    |
| Bandera de Argentina | Miguel Mukdise          |      | Octavo        | Lawn Tennis              |
| Medios               |                         |      |               |                          |
| Bandera de Argentina | Simón Benítez Cruz      |      | Medio Scrum   | Pampas XV                |
| Bandera de Argentina | Estanislao Pregot       |      | Medio Scrum   | Jockey Club de Salta     |
| Bandera de Argentina | Santiago Saleme         |      | Medio Scrum   | Lawn Tennis              |
| Bandera de Argentina | José Gianotti           |      | Apertura      | Lawn Tennis              |
| Bandera de Argentina | Nicolás Roger           |      | Apertura      | Selknam Rugby            |
| Centros              |                         |      |               |                          |
| Bandera de Argentina | Bautista Estofan        |      | Centro        | Tucumán Rugby Club       |
| Bandera de Argentina | Stefano Ferro           |      | Centro        | Lawn Tennis              |
| Bandera de Argentina | Mariano García Ascarate |      | Centro        | Club Natación y Gimnasia |
| Bandera de Argentina | Tomás Medina            |      | Centro        | Cardenales Rugby Club    |
| Wings-Fullbacks      |                         |      |               |                          |
| Bandera de Argentina | Ignacio Cerrutti        |      | Wing          | Cardenales Rugby Club    |
| Bandera de Argentina | Baltazar García         |      | Wing          | Jockey Club de Salta     |
| Bandera de Argentina | Tomás Vanni             |      | Wing          | Yacaré XV                |
| Bandera de Argentina | Nicolás Macome          |      | Fullback      | Tucumán Rugby Club       |
| Bandera de Argentina | Juan Manuel Molinuevo   |      | Fullback      | Yacaré XV                |
| HC: Álvaro Galindo   |                         |      |               |                          |